# Watanabe Nangaku
Watanabe Nangaku (japanisch 渡辺 南岳, eigentlich Watanabe Iwao; geboren 1767 in Kyōto; gestorben 4. Februar 1838) war ein japanischer Maler der späten Edo-Zeit. Er war einer der „Zehn Bedeutenden unter Maruyama“ (応門十哲, Ōmon jūtetsu).

## Leben und Wirken
Watanabe Nangaku studierte in Kyōto Malerei unter Maruyama Ōkyo und gilt als dessen bedeutendster Schüler. Möglicherweise studierte er auch unter Maruymas Schüler Komai Ki (駒井 琦; 1747–1797). Später bewunderte er Ogata Korin und zeichnete gekonnt schöne Frauen und Fische mit eleganter Pinselführung. In seinen späteren Jahren ging er nach Edo und stellte die Maruyama-Schule in Edo vor, wo er sich mit den Malern Tani Bunchō, Sakai Hōitsu und anderen anfreundete. Er starb im Alter von 47 Jahren und wurde im Tempel Sōrin-ji (双林寺) in Kyōto beigesetzt.
Zu seinen repräsentativen Werken gehört die Bildrolle „Shiki sōka zu-maki“ (四季草花図巻) – „Pflanzen und Blumen der vier Jahreszeiten“ in der Tokyo University of the Arts und „Kaeru-zu byōbu“ (蛙図屏風) – „Stellschirm mit Fröschen“ im Kunstmuseum Yamato Bunkakan in Nara. Zu seinen Schülern gehörten unter anderem Ōnishi Chinnen (大西 椿年; 1792–1851) und Nakajima Raishō (中島 来章, 1796–1871).

## Bilder

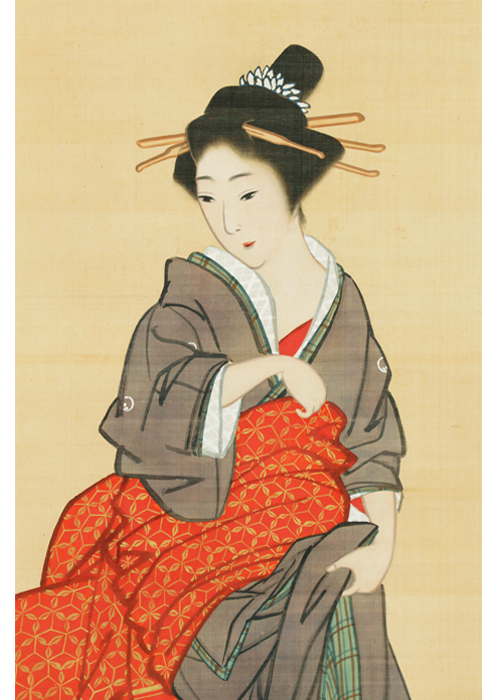
Bild einer Frau
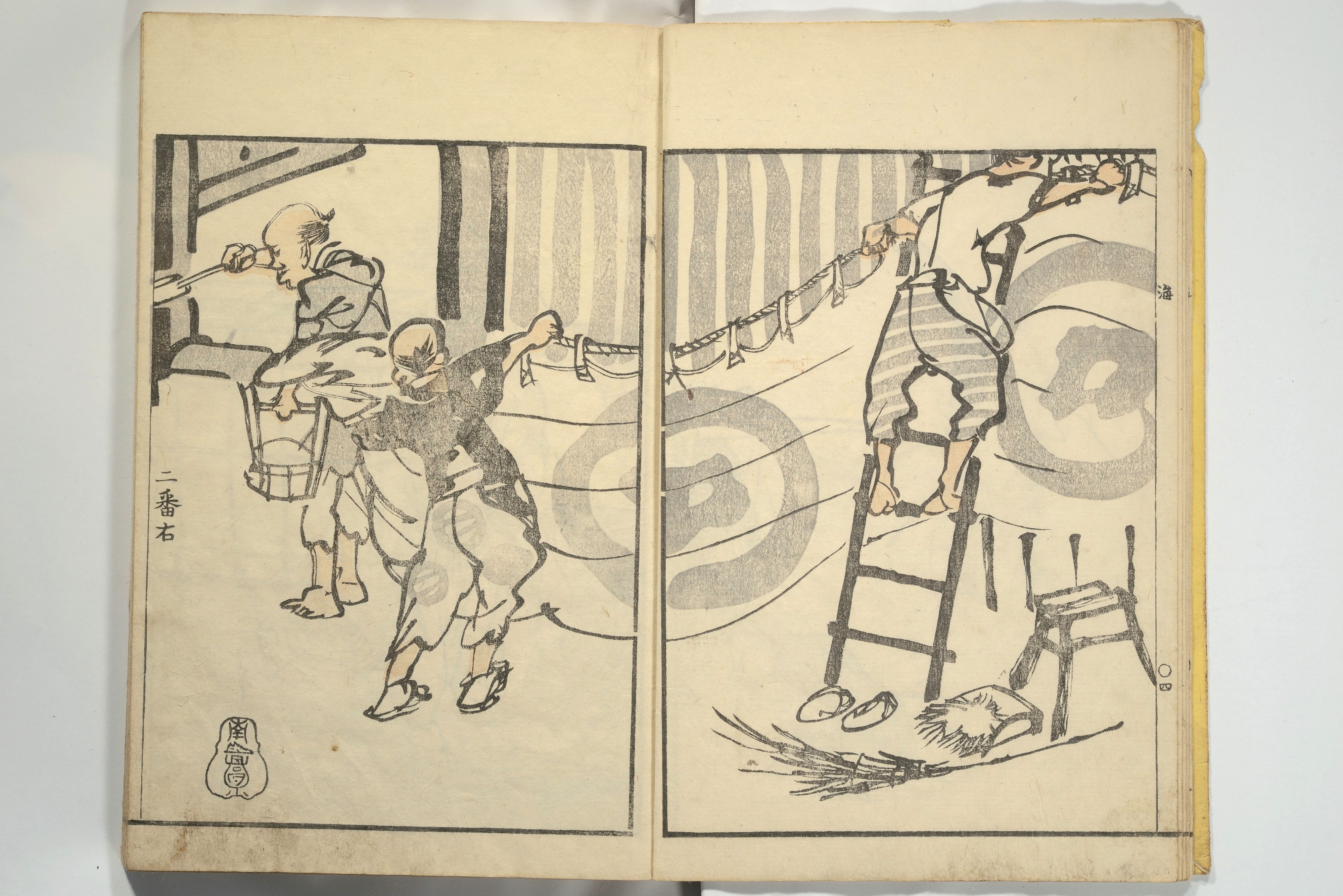
Aus dem Buch mit Straßenbildern
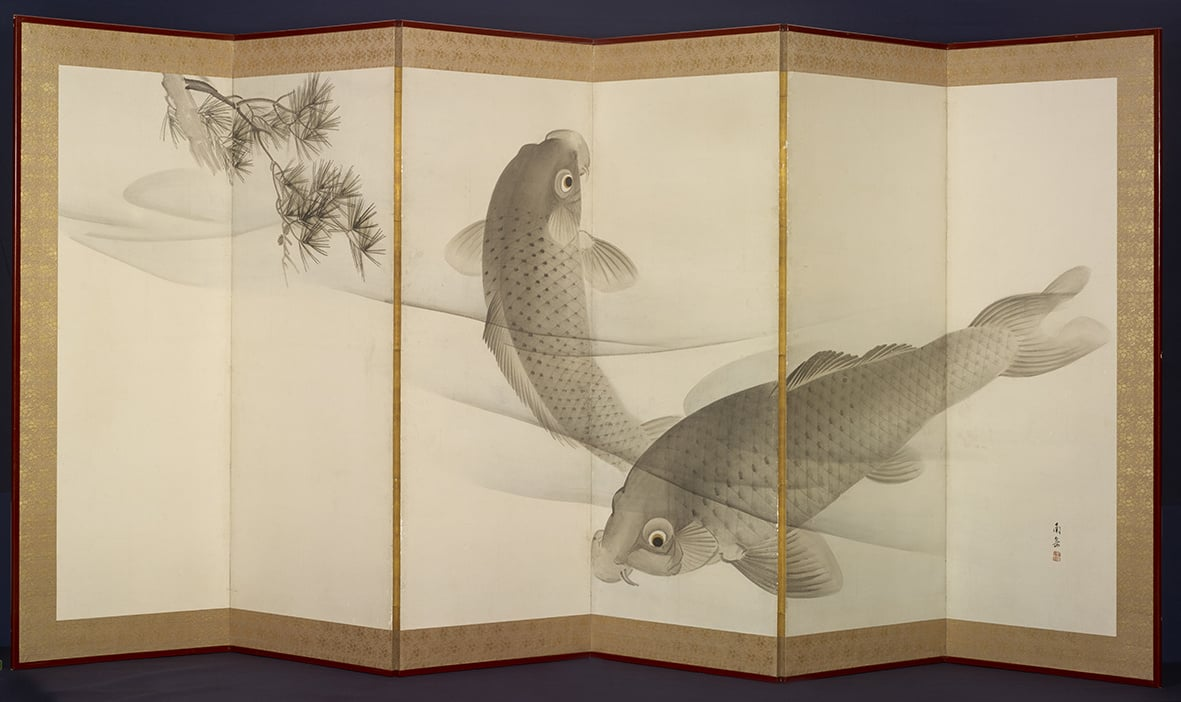
Stellschirm mit Karpfen
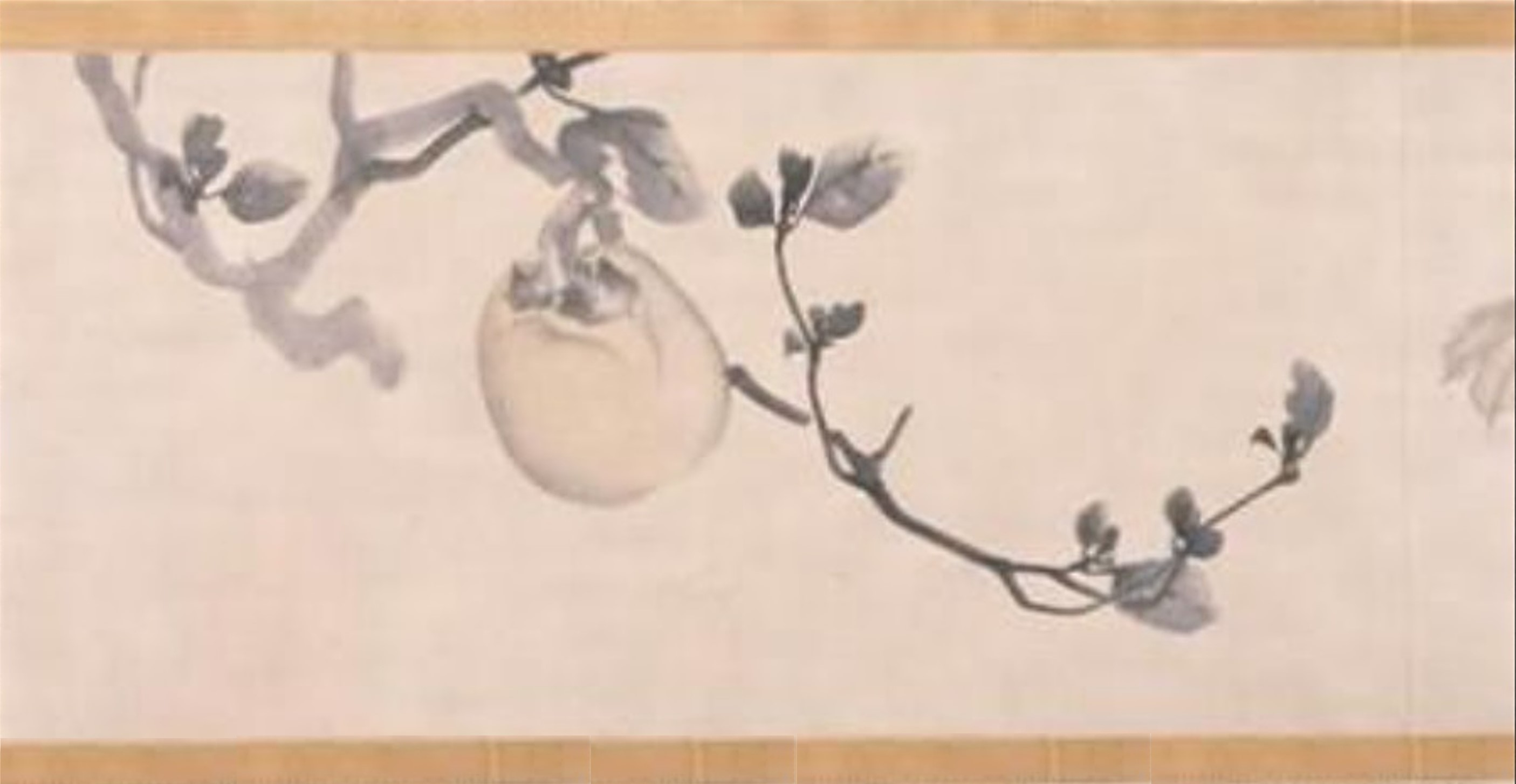
Aus „Shiki sōka zu-maki“